# China Racing
China Racing – chiński zespół wyścigowy, założony przez Stevena Lu.

## Historia
Zespół został założony w 2004 roku i początkowo z upoważnienia ministra sportu ChRL uczestniczył w serii A1 Grand Prix. Szefami zespołu byli wtedy Steven Lu i Yu Liu. Później rywalizował także w seriach Superleague Formula i FIA GT1. Zespół wspierał takich chińskich kierowców, jak Ma Qinghua, Cheng Congfu i Ho-Pin Tung, organizował również wyścigi w Pekinie, Szanghaju, Chengdu, Zhuhai i Ordos. Od sezonu 2014/2015 jest uczestnikiem mistrzostw Formuły E. W debiutanckim sezonie kierowca zespołu, Nelson Piquet Jr., zdobył tytuł mistrzowski wśród kierowców.
Zespół zarządzany jest przez Campos Racing.

## Wyniki
| Legenda oznaczeń w tabelach wyników Wyświetl szablon na nowej stronie | Legenda oznaczeń w tabelach wyników Wyświetl szablon na nowej stronie                                                                     |
| Oznaczenie                                                            | Wyjaśnienie |
| --------------------------------------------------------------------- | --- |
| Złoty                                                                 | Zwycięzca lub mistrzostwo |
| Srebrny                                                               | 2. miejsce lub wicemistrzostwo |
| Brązowy                                                               | 3. miejsce lub II wicemistrzostwo |
| Zielony                                                               | Ukończył, punktował (w klasyfikacji generalnej, gdy zdobył co najmniej jeden punkt na przestrzeni sezonu, poza trzema powyższymi opcjami) |
| Niebieski                                                             | Ukończył, nie punktował (w klasyfikacji generalnej, gdy nie zdobył co najmniej jednego punktu na przestrzeni sezonu)                      |
| Czerwony                                                              | Nie zakwalifikował się (NZ) |
| Czerwony                                                              | Nie prekwalifikował się (NPK) |
| Różowy                                                                | Nie ukończył (NU) |
| Różowy                                                                | Niesklasyfikowany (NS) (w klasyfikacji generalnej, gdy nie został sklasyfikowany w żadnym wyścigu sezonu)                                 |
| Czarny                                                                | Zdyskwalifikowany (DK) |
| Czarny                                                                | Wykluczony (WYK/EX) |
| Biały                                                                 | Nie wystartował (NW) |
| Biały                                                                 | Kontuzjowany (K/INJ) |
| Biały                                                                 | Wyścig odwołany (OD/C) |
| Bez koloru                                                            | Został wycofany (WYC/WD) |
| Bez koloru                                                            | Nie przybył (NP/DNA) |
| Bez koloru                                                            | Nie brał udziału w treningach (NT/DNP) |
| Bez koloru                                                            | Nie został zgłoszony (–) |
| Pogrubienie                                                           | Start z pole position |
| Kursywa                                                               | Najszybsze okrążenie wyścigu |
| †                                                                     | Nie ukończył, ale jego rezultat został zaliczony ze względu na przejechanie więcej niż 90% dystansu wyścigu.                              |
| *                                                                     | Sezon w trakcie |
| 1/2/3                                                                 | Punktowana pozycja w sprincie kwalifikacyjnym                                                                                             |
| Lista systemów punktacji Formuły 1                                    | |

### A1 Grand Prix
| Sezon     | Zespół        | Samochód    | Kierowcy     | Wyniki w poszczególnych eliminacjach | Wyniki w poszczególnych eliminacjach | Wyniki w poszczególnych eliminacjach | Wyniki w poszczególnych eliminacjach | Wyniki w poszczególnych eliminacjach | Wyniki w poszczególnych eliminacjach | Wyniki w poszczególnych eliminacjach | Wyniki w poszczególnych eliminacjach | Wyniki w poszczególnych eliminacjach | Wyniki w poszczególnych eliminacjach | Wyniki w poszczególnych eliminacjach | Wyniki w poszczególnych eliminacjach | Wyniki w poszczególnych eliminacjach | Wyniki w poszczególnych eliminacjach | Wyniki w poszczególnych eliminacjach | Wyniki w poszczególnych eliminacjach | Wyniki w poszczególnych eliminacjach | Wyniki w poszczególnych eliminacjach | Wyniki w poszczególnych eliminacjach | Wyniki w poszczególnych eliminacjach | Wyniki w poszczególnych eliminacjach | Wyniki w poszczególnych eliminacjach | Wyniki zespołu | Wyniki zespołu |
| 2005/2006 |               |             |              | Wielka Brytania                      | Wielka Brytania                      | Niemcy                               | Niemcy                               | Portugalia                           | Portugalia                           | Australia                            | Australia                            | Malezja                              | Malezja                              | Zjednoczone Emiraty Arabskie         | Zjednoczone Emiraty Arabskie         | Południowa Afryka                    | Południowa Afryka                    | Indonezja                            | Indonezja                            | Meksyk                               | Meksyk                               | Stany Zjednoczone                    | Stany Zjednoczone                    |                                      |                                      | Pkt.           | Msc.           |
| --------- | ------------- | ----------- | ------------ | ------------------------------------ | ------------------------------------ | ------------------------------------ | ------------------------------------ | ------------------------------------ | ------------------------------------ | ------------------------------------ | ------------------------------------ | ------------------------------------ | ------------------------------------ | ------------------------------------ | ------------------------------------ | ------------------------------------ | ------------------------------------ | ------------------------------------ | ------------------------------------ | ------------------------------------ | ------------------------------------ | ------------------------------------ | ------------------------------------ | ------------------------------------ | ------------------------------------ | -------------- | -------------- |
| 2005/2006 | A1 Team China | Lola B05/52 | Jiang Tengyi | 21                                   | 12                                   | 18                                   | 17                                   | NU                                   | 14                                   | 16                                   | NU                                   | 20                                   | NU                                   | 19                                   | 5                                    | NU                                   | NU                                   | NU                                   | NU                                   | 15                                   | 17                                   | 17                                   | NU                                   | -                                    | -                                    | 6              | 22             |
| 2005/2006 | A1 Team China | Lola B05/52 | Ma Qinghua   | -                                    | -                                    | -                                    | -                                    | -                                    | -                                    | -                                    | -                                    | -                                    | -                                    | -                                    | -                                    | -                                    | -                                    | -                                    | -                                    | -                                    | -                                    | -                                    | -                                    | 14                                   | 16                                   | 6              | 22             |
| 2006/2007 |               |             |              | Holandia                             | Holandia                             | Czechy                               | Czechy                               |                                      |                                      | Malezja                              | Malezja                              | Indonezja                            | Indonezja                            | Nowa Zelandia                        | Nowa Zelandia                        | Australia                            | Australia                            | Południowa Afryka                    | Południowa Afryka                    | Meksyk                               | Meksyk                               |                                      |                                      | Wielka Brytania                      | Wielka Brytania                      | Pkt.           | Msc.           |
| 2006/2007 | A1 Team China | Lola B05/52 | Cheng Congfu | 11                                   | 9                                    | 4                                    | 8                                    | 13                                   | NU                                   | 10                                   | 16                                   | -                                    | -                                    | -                                    | -                                    | -                                    | -                                    | -                                    | -                                    | -                                    | -                                    | 11                                   | 15                                   | NU                                   | 10                                   | 22             | 15             |
| 2006/2007 | A1 Team China | Lola B05/52 | Ho-Pin Tung  | -                                    | -                                    | -                                    | -                                    | -                                    | -                                    | -                                    | -                                    | NU                                   | 13                                   | 13                                   | 9                                    | 6                                    | 3                                    | 14                                   | NU                                   | 6                                    | 10                                   | -                                    | -                                    | -                                    | -                                    | 22             | 15             |
| 2007/2008 |               |             |              | Holandia                             | Holandia                             | Czechy                               | Czechy                               |                                      |                                      |                                      |                                      | Nowa Zelandia                        | Nowa Zelandia                        | Australia                            | Australia                            | Południowa Afryka                    | Południowa Afryka                    | Meksyk                               | Meksyk                               |                                      |                                      | Wielka Brytania                      | Wielka Brytania                      |                                      |                                      | Pkt.           | Msc.           |
| 2007/2008 | A1 Team China | Lola B05/52 | Cheng Congfu | 17                                   | 15                                   | 10                                   | 4                                    | NU                                   | 5                                    | 3                                    | 9                                    | 14                                   | NU                                   | 14                                   | 10                                   | 4                                    | 6                                    | 17                                   | 10                                   | 10                                   | 15                                   | 21                                   | 4                                    |                                      |                                      | 55             | 13             |
| 2008/2009 |               |             |              | Holandia                             | Holandia                             |                                      |                                      | Malezja                              | Malezja                              | Nowa Zelandia                        | Nowa Zelandia                        | Południowa Afryka                    | Południowa Afryka                    | Portugalia                           | Portugalia                           | Wielka Brytania                      | Wielka Brytania                      |                                      |                                      |                                      |                                      |                                      |                                      |                                      |                                      | Pkt.           | Msc.           |
| 2008/2009 | A1 Team China | Lola B05/52 | Ho-Pin Tung  | 13                                   | 9                                    | 17                                   | 12                                   | 10                                   | 9                                    | -                                    | -                                    | 13                                   | NU                                   | 16                                   | 8                                    | -                                    | -                                    |                                      |                                      |                                      |                                      |                                      |                                      |                                      |                                      | 7              | 18             |
| 2008/2009 | A1 Team China | Lola B05/52 | Cheng Congfu | -                                    | -                                    | -                                    | -                                    | -                                    | -                                    | NU                                   | 14                                   | -                                    | -                                    | -                                    | -                                    | 14                                   | NU                                   |                                      |                                      |                                      |                                      |                                      |                                      |                                      |                                      | 7              | 18             |

### Superleague Formula
| Sezon | Zespół     | Samochód   | Kierowcy    | Wyniki w poszczególnych eliminacjach | Wyniki w poszczególnych eliminacjach | Wyniki w poszczególnych eliminacjach | Wyniki w poszczególnych eliminacjach | Wyniki w poszczególnych eliminacjach | Wyniki w poszczególnych eliminacjach | Wyniki w poszczególnych eliminacjach | Wyniki w poszczególnych eliminacjach | Wyniki w poszczególnych eliminacjach | Wyniki w poszczególnych eliminacjach | Wyniki w poszczególnych eliminacjach | Wyniki w poszczególnych eliminacjach | Wyniki w poszczególnych eliminacjach | Wyniki w poszczególnych eliminacjach | Wyniki w poszczególnych eliminacjach | Wyniki w poszczególnych eliminacjach | Wyniki w poszczególnych eliminacjach | Wyniki w poszczególnych eliminacjach | Wyniki w poszczególnych eliminacjach | Wyniki w poszczególnych eliminacjach | Wyniki w poszczególnych eliminacjach | Wyniki w poszczególnych eliminacjach | Wyniki w poszczególnych eliminacjach | Wyniki w poszczególnych eliminacjach | Wyniki w poszczególnych eliminacjach | Wyniki w poszczególnych eliminacjach | Wyniki w poszczególnych eliminacjach | Wyniki w poszczególnych eliminacjach | Wyniki w poszczególnych eliminacjach | Wyniki w poszczególnych eliminacjach | Wyniki w poszczególnych eliminacjach | Wyniki w poszczególnych eliminacjach | Wyniki w poszczególnych eliminacjach | Wyniki zespołu | Wyniki zespołu |
| 2010  |            |            |             | Wielka Brytania                      | Wielka Brytania                      | Wielka Brytania                      | Holandia                             | Holandia                             | Holandia                             | Francja                              | Francja                              | Francja                              | Hiszpania                            | Hiszpania                            | Hiszpania                            | Niemcy                               | Niemcy                               | Niemcy                               | Belgia                               | Belgia                               | Belgia                               | Wielka Brytania                      | Wielka Brytania                      | Wielka Brytania                      | Włochy                               | Włochy                               | Włochy                               | Portugalia                           | Portugalia                           | Portugalia                           |                                      |                                      |                                      | Hiszpania                            | Hiszpania                            | Hiszpania                            | Pkt.           | Msc.           |
| ----- | ---------- | ---------- | ----------- | ------------------------------------ | ------------------------------------ | ------------------------------------ | ------------------------------------ | ------------------------------------ | ------------------------------------ | ------------------------------------ | ------------------------------------ | ------------------------------------ | ------------------------------------ | ------------------------------------ | ------------------------------------ | ------------------------------------ | ------------------------------------ | ------------------------------------ | ------------------------------------ | ------------------------------------ | ------------------------------------ | ------------------------------------ | ------------------------------------ | ------------------------------------ | ------------------------------------ | ------------------------------------ | ------------------------------------ | ------------------------------------ | ------------------------------------ | ------------------------------------ | ------------------------------------ | ------------------------------------ | ------------------------------------ | ------------------------------------ | ------------------------------------ | ------------------------------------ | -------------- | -------------- |
| 2010  | Team China | Panoz DP09 | Ma Qinghua  | -                                    | -                                    | -                                    | -                                    | -                                    | -                                    | -                                    | -                                    | -                                    | -                                    | -                                    | -                                    | -                                    | -                                    | -                                    | -                                    | -                                    | -                                    | -                                    | -                                    | -                                    | -                                    | -                                    | -                                    | -                                    | -                                    | -                                    | 12                                   | 13                                   | NZ                                   | -                                    | -                                    | -                                    | 26             | 19             |
| 2011  |            |            |             | Holandia                             | Holandia                             | Holandia                             | Belgia                               | Belgia                               | Belgia                               |                                      |                                      |                                      |                                      |                                      |                                      |                                      |                                      |                                      |                                      |                                      |                                      |                                      |                                      |                                      |                                      |                                      |                                      |                                      |                                      |                                      |                                      |                                      |                                      |                                      |                                      |                                      | Pkt.           | Msc.           |
| 2011  | China      | Panoz DP09 | Ho-Pin Tung | 10                                   | 11                                   | NZ                                   | -                                    | -                                    | -                                    |                                      |                                      |                                      |                                      |                                      |                                      |                                      |                                      |                                      |                                      |                                      |                                      |                                      |                                      |                                      |                                      |                                      |                                      |                                      |                                      |                                      |                                      |                                      |                                      |                                      |                                      |                                      | 34             | 14             |

### Formuła E
| Sezon     | Zespół                      | Samochód                      | Kierowcy          | Wyniki w poszczególnych eliminacjach | Wyniki w poszczególnych eliminacjach | Wyniki w poszczególnych eliminacjach | Wyniki w poszczególnych eliminacjach | Wyniki w poszczególnych eliminacjach | Wyniki w poszczególnych eliminacjach | Wyniki w poszczególnych eliminacjach | Wyniki w poszczególnych eliminacjach | Wyniki w poszczególnych eliminacjach | Wyniki w poszczególnych eliminacjach | Wyniki w poszczególnych eliminacjach | Wyniki kierowców | Wyniki kierowców | Wyniki zespołu | Wyniki zespołu |
| 2014/2015 |                             |                               |                   |                                      | Malezja                              | Urugwaj                              | Argentyna                            | Stany Zjednoczone                    | Stany Zjednoczone                    | Monako                               | Niemcy                               | Rosja                                | Wielka Brytania                      | Wielka Brytania                      | Pkt.             | Msc.             | Pkt.           | Msc.           |
| --------- | --------------------------- | ----------------------------- | ----------------- | ------------------------------------ | ------------------------------------ | ------------------------------------ | ------------------------------------ | ------------------------------------ | ------------------------------------ | ------------------------------------ | ------------------------------------ | ------------------------------------ | ------------------------------------ | ------------------------------------ | ---------------- | ---------------- | -------------- | -------------- |
| 2014/2015 | China Racing Formula E Team | Spark-Renault SRT_01E         | Ho-Pin Tung       | 16                                   | 11                                   | -                                    | 11                                   | -                                    | -                                    | -                                    | -                                    | -                                    | -                                    | -                                    | 0                | 26               | 152            | 4              |
| 2014/2015 | China Racing Formula E Team | Spark-Renault SRT_01E         | Antonio García    | -                                    | -                                    | 11                                   | -                                    | -                                    | -                                    | -                                    | -                                    | 19                                   | -                                    | -                                    | 0                | 28               | 152            | 4              |
| 2014/2015 | China Racing Formula E Team | Spark-Renault SRT_01E         | Charles Pic       | -                                    | -                                    | -                                    | -                                    | 17                                   | 16                                   | 8                                    | 15                                   | -                                    | -                                    | -                                    | 4 (16)           | 18               | 152            | 4              |
| 2014/2015 | China Racing Formula E Team | Spark-Renault SRT_01E         | Oliver Turvey     | -                                    | -                                    | -                                    | -                                    | -                                    | -                                    | -                                    | -                                    | -                                    | 9                                    | 9                                    | 4                | 22               | 152            | 4              |
| 2014/2015 | China Racing Formula E Team | Spark-Renault SRT_01E         | Nelson Piquet Jr. | 8                                    | 18                                   | 2                                    | 3                                    | 5                                    | 1                                    | 3                                    | 4                                    | 1                                    | 5                                    | 7                                    | 144              | 1                | 152            | 4              |
| 2015/2016 |                             |                               |                   |                                      | Malezja                              | Urugwaj                              | Argentyna                            |                                      | Stany Zjednoczone                    | Francja                              | Niemcy                               | Rosja                                | Wielka Brytania                      | Wielka Brytania                      | Pkt.             | Msc.             | Pkt.           | Msc.           |
| 2015/2016 | NEXTEV TCR Formula E Team   | Spark-NEXTEV TRC FormulaE 001 | Nelson Piquet Jr. | 15                                   |                                      |                                      |                                      |                                      |                                      |                                      |                                      |                                      |                                      |                                      | 0                | 15               | 8              | 5              |
| 2015/2016 | NEXTEV TCR Formula E Team   | Spark-NEXTEV TRC FormulaE 001 | Oliver Turvey     | 6                                    |                                      |                                      |                                      |                                      |                                      |                                      |                                      |                                      |                                      |                                      | 8                | 6                | 8              | 5              |